# كانتون (ماساتشوستس)
كانتون (بالإنجليزية: Canton, Massachusetts)‏ هي بلدة أمريكية تقع في الولايات المتحدة في مقاطعة نورفولك، ماساتشوستس. يقدر عدد سكانها بـ 21,561 نسمة ومساحتها 50.7 كم2 وترتفع عن سطح البحر 30 متر.

## أعلام
- روب ماريانو
- جيمس سومنر
- ستيف روني
- جورج واشنطن هوسمر
- بيل بر
- لورانس فوكس
- ماثيو سوليفان